# Kuraj
A kuraj (baskírul: ҡурай, tatárul: quray, [quˈrɑɪ]) az ajaksípos hangszerek közé tartozó baskír és tatár fafúvós hangszer. Az Oroszországi Föderáció szabadalmi hivatala 2018-ban Baskíria helyi védjegyeként regisztrálta.

## Jellemzői
A Pleurospermum uralense, baskírul kuraj nevű növény szárából készítik, hossza 570 és 810 mm között változik, kettő vagy hét hanglyukkal  rendelkezik, melyekből egy hátsó elhelyezkedésű. A hangszer átmérője kb. 20 mm. Hangterjedelme nagyjából három oktáv. Hangszíne lágy, könnyed, közel áll az emberi hangszínhez. Az első írásos emlékek a kurajról a 13. és 14. századból származnak. 1976-ban Vakil Sakirovics Sugajupov (Вакиль Шакирович Шугаюпов) rájött, hogyan lehet furnérból elkészíteni a hangszert. A kurajt zenekari felállásban is alkalmazzák.
Típusai
- kijik kuraj (ҡыйыҡ ҡурай), ferde vágással
- szor kuraj (сор ҡурай), rövidebb
- szibizgi (һыбыҙғы)

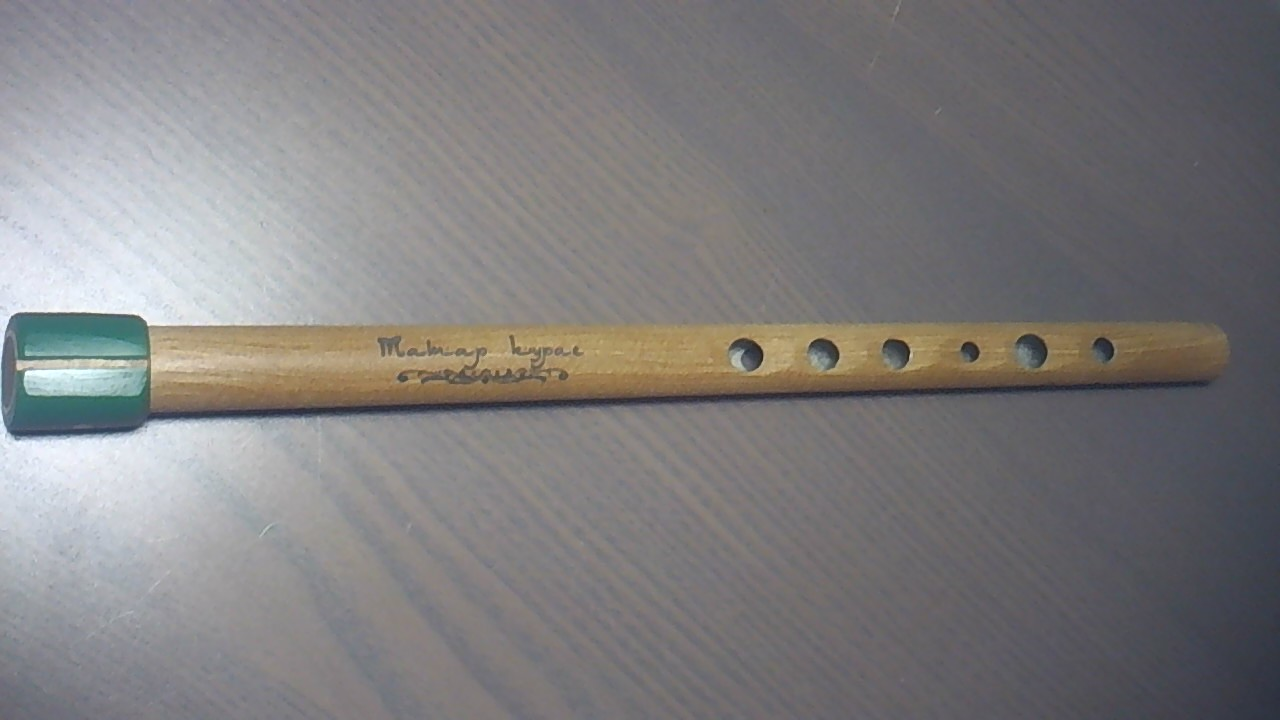
tatár kuraj